# ДОТ Малессу
ДОТ Малессу — японское фортификационное сооружение времён Второй мировой войны, построенное рядом с Меризо (Гуам). Находится в 15 метрах от линии прилива. Имеет прямоугольную форму и размеры 2.4 метра в ширину и 2.42 метра в высоту, хотя только 0.75 метра видны снаружи, построен из железобетона и базальта. Огневая точка направлена в сторону пирса и находится примерно на уровне земли. Построен японскими военными в период оккупации острова с 1941 по 1945 года.
Включен в Государственный реестр исторических мест в 1991 году.